# Gears 5
Gears 5 es un videojuego de acción en tercera persona desarrollado por The Coalition y publicado por Xbox Game Studios para Microsoft Windows y Xbox One. Es la sexta entrega de la saga Gears of War y la secuela directa de Gears of War 4. Fue lanzado el 10 de septiembre de 2019. Está incluido en el servicio de Xbox Game Pass.La franquicia del juego es ganadora de más de 30 premios al mejor juego del año

## Premisa
Gears 5 se centra en Kait Díaz (Laura Bailey), una forastera de ascendencia Locust. Como Kait, el jugador debe descubrir los orígenes del Enjambre (Swarm) y la familia de Kait. "El protagonista JD Fenix (Liam McIntyre), su amigo Delmont Walker (Eugene Byrd), y el padre de JD Marcus Fenix. (John DiMaggio) también regresan en esta quinta entrega.

## Argumento
Tras los eventos de Gears of War 4, el mundo se está desmoronando. La dependencia de la tecnología de los humanos se ha convertido en su caída y los enemigos se están uniendo para eliminar a todos los supervivientes.
Kait, JD, Del y Marcus viajan hasta las ruinas de la instalación de Azura con el objetivo de preparar el lanzamiento de un prototipo de satélite del Martillo del Alba para poder restaurar la red de control del arma de destrucción masiva. El grupo logra lanzar exitosamente el satélite y regresan a la capital de la CGO, Nueva Ephyra. Sin embargo cuando llegan, se enteran de que Baird no ha podido localizar el resto de satélites; para complicar más el asunto, Jinn descubre el lanzamiento y ordena a Baird apagar el sistema, ya que iría en contra de la última voluntad de Anya (la cual pidió antes de morir que el martillo fuera desactivado permanentemente). En ese momento Jinn recibe un reporte de que el Asentamiento 2 está bajo ataque por el Enjambre y envía al escuadrón de JD a ayudar en la evacuación la cual está siendo dirigida por Clayton Carmine y su sobrina, Lizzie. JD y su equipo son asistidos por un Gear llamado Fahz Chutani el cual guarda un profundo resentimiento hacia JD y Del por un oscuro episodio del pasado que ocasionó que ambos decidieran desertar de la CGO. El incidente en cuestión ocurrió durante una manifestación antigobierno en la cual Fahz ordenó a un escuadrón de drones abrir fuego contra los manifestantes. En un momento de tensión durante la lucha, Fahz revela que JD ordenó abrir fuego contra los revoltosos causando que Kait y Del perdieran la confianza en JD. Mientras los ataques del Enjambre se intensifican y amenazan con destruir el convoy de transporte de civiles evacuados, entonces JD, ordena a Baird disparar el Martillo contra las hordas del Enjambre usándose como señuelo destruyendo a las criaturas, pero el Martillo sufre una falla en su funcionamiento causando que dispare sin control ocasionando no solamente la muerte de Lizzie sino de cientos de civiles.
Cuatro meses después del desastre con el Martillo del Alba, Kait y Del logran llegar hasta una aldea de forasteros, construida sobre los restos del Gusano Perforador para intentar convencer a su líder quien resulta ser Oscar, de que se unan a la CGO en un intento por detener al Enjambre. Oscar se niega, pero la discusión se interrumpe cuando el Enjambre ataca la aldea, obligando a todos a defenderse; lamentablemente, Kait es abducida por un Raptor el cual entra en su mente obligándola a ver visiones del Enjambre atacando a los aldeanos, incluyendo la muerte de su tío a manos de un Alcaide. Los refuerzos de la CGO liderados por JD (quien tiene lastimado aun el brazo derecho a raíz del accidente con el Martillo del Alba) y Marcus llegan a tiempo para evacuar a los aldeanos que pudieron ser salvados. Kait, aún consternada por la muerte de su tío, les cuenta a todos sobre las visiones que tuvo, por lo que Marcus le aconseja buscar las instalaciones del Centro de Investigación Nueva Esperanza acompañada por Del. Una vez en las instalaciones, Marcus les explica que la instalación fue usada por el científico Niles Samson para experimentar con niños que resultaron infectados por la exposición directa a la Imulsión. Tras reunir una serie de pistas, la pareja se dirige al Monte Kadar, una antigua instalación controlada por los Locust.
Cuando Kait y Del ingresan al interior de un laboratorio secreto de la CGO oculto dentro de la montaña, allí descubren que Niles está vivo, en la forma de una inteligencia artificial. Niles revela que el resultado final de experimentar con niños infectados por la exposición directa a la Imulsión y las criaturas nativas de la Hondonada serían finalmente, los Locust. Myrrah era una humana la cual tenía una inmunidad completa a la Imulsión que fue usada para los experimentos que crearon a los Locust; al contar con su ADN, Myrrah podía controlar a las criaturas. Sin embargo, se vengó cuando su hija recién nacida, Reyna, la madre de Kait, fue expulsada del laboratorio por el padre de Reyna, lo que finalmente llevó a los Locust a volverse contra los científicos y obtener su independencia. Solo años más tarde, después de colonizar la Hondonada, los Lambent comenzaron a invadir. El odio de Myrrah por la humanidad y la invasión de Lambent la llevaron a liderar un genocidio contra la humanidad. Kait queda horrorizada al descubrir que el Enjambre ha determinado que ella fue elegida para ser la reina y exige a Niles que le ayude a separar su conciencia de la mente colectiva del Enjambre. Niles pone a Kait en una máquina especial de escaneo cerebral, que separa con éxito a Kait de la red mental colectiva del Enjambre, pero también despierta la conciencia de Reyna, que se revela que está con vida, pero conectada por completo a la mente colectiva del Enjambre. Niles luego intenta huir pero es destruido por una de sus propias creaciones, la Matriarca. Al darse cuenta de que su madre resucitó ahora convertida en la nueva Reina del Enjambre, Kait reafirma la necesidad de la CGO de reactivar el Martillo del Alba.

## Jugabilidad
Además de la jugabilidad de un solo jugador, el juego admite jugabilidad local pantalla dividida o en línea cooperativa. 
De la cual en línea cooperativa se permiten más de 16 usuarios en el mundo

## DLC
- Gears 5: Hivebusters

Es el único DLC hasta la fecha, Hivebusters es un contenido descargable (DLC) desarrollado por The Coalition y publicado por Xbox Game Studios para el videojuego en tercera persona Gears 5. Fue lanzado para Microsoft Windows , Xbox One y Xbox Series X / S el 15 de diciembre de 2020. Juega con el Escuadrón Escorpio, explora las islas tropicales de Galangi, hogar del legendario Tai Kaliso, lucha contra el Enjambre con las habilidades definitivas de cada integrante y enfréntate a un nuevo depredador mortal.

## Desarrollo
Gears 5 está siendo desarrollado por The Coalition, es la continuación de Gears of War 4. A diferencia de los juegos anteriores de la serie Gears of War, el juego se titula simplemente Gears 5 (sin la parte de "of War"). El jefe de mercadotecnia de Xbox Aaron Greenberg explicó que el nuevo título era "más limpio" y que era un cambio natural porque la mayoría de la gente había estado recortando la parte "of war" durante años. Para "Gears 5", The Coalition decidió cambiar el enfoque del jugador de JD Fenix a Kait Díaz. Según el director del estudio, Rod Fergusson, "fue una elección natural. Cuando juegues a través de "Gears 4", piensa que es "Gears 4". Fue realmente la historia de Furiosa, y Max fue la patada lateral. Así se sintió en "Gears 4", todo el juego se trata de salvar a la madre de Kait, y realmente JD está ahí para ayudarla".

## Mercadotecnia y lanzamiento
"Gears 5" fue anunciado en el E3 2018, junto con Gears POP! y Gears Tactics. El juego salió a la venta para Microsoft Windows y Xbox One el 10 de septiembre de 2019.
Al igual que la aparición de Dave Bautista como un personaje jugable en línea